# Dnolučka planina
Dnolučka planina je planina u Bosni i Hercegovini.
Nalazi se jugoistočno od grada Jajca u srednjoj Bosni. Najviši vrh Dnolučke planine je Ukalj s 1347 metara nadmorske visine. Građena je od donjekrednih vapnenaca i dolomita.
Na planini se nalazi Speleološka šetnica udaljena 26 kilometara od Jajca. Šetnica obilazi više pećina i jama.